# ليوجي لو كاسيكو
ليوجي لو كاسيكو (بالإيطالية: Luigi Lo Cascio)‏ هو ممثل إيطالي، ولد في 20 أكتوبر 1967 بباليرمو في إيطاليا.

## وصلات خارجية
- ليوجي لو كاسيكو على موقع IMDb (الإنجليزية)
- ليوجي لو كاسيكو على موقع قاعدة بيانات الأفلام العربية
- ليوجي لو كاسيكو على موقع ألو سيني (الفرنسية)
- ليوجي لو كاسيكو على موقع أول موفي (الإنجليزية)
- ليوجي لو كاسيكو على موقع أول موفي (الإنجليزية)
- ليوجي لو كاسيكو على موقع قاعدة بيانات الأفلام السويدية (السويدية)
- ليوجي لو كاسيكو على موقع قاعدة بيانات الفيلم (الإنجليزية)
- ليوجي لو كاسيكو على موقع كينوبويسك (الروسية)